# Wojciech Morawski (historyk)
Wojciech Morawski (ur. 31 października 1954 w Legionowie) – polski historyk i ekonomista, profesor nauk ekonomicznych, specjalizuje się głównie w historii gospodarczej. Wieloletni pracownik Szkoły Głównej Handlowej w Warszawie.

## Życiorys
Studiował na Wydziale Historycznym Uniwersytetu Warszawskiego, które ukończył w 1978. Pracę magisterską poświęconą zerwaniu stosunków polsko-radzieckich w 1943 napisał pod kierunkiem prof. Jerzego Holzera. Po zakończeniu studiów podjął pracę w Katedrze Historii Gospodarczej i Społecznej Szkoły Głównej Planowania i Statystyki w Warszawie (od 1991 Szkoły Głównej Handlowej w Warszawie). Pracuje tam do chwili obecnej, w latach 2002–2025 pełniąć funkcję kierownika katedry. Pracę doktorską pt. „Polityka gospodarcza rządu Aleksandra Skrzyńskiego” napisał pod kierunkiem prof. Ireny Kostrowickiej i obronił w 1985 (wyd. 1990). W 1996 obronił pracę habilitacyjną pt. „Bankowość prywatna w II Rzeczypospolitej”. W 1999 był stypendystą Uniwersytetu w Uppsali. W 2006 uzyskał tytuł naukowy profesora. W latach 2012–2016 Dziekan Studium Licencjackiego, zaś w okresie 2016–2020 Dziekan Kolegium Ekonomiczno-Społecznego SGH. 
Wojciech Morawski specjalizuje się w najnowszej historii gospodarczej i historii finansów. Ponadto interesuje się najnowszą historią polityczną i geografią historyczną. Jest założycielem i byłym prezesem stowarzyszeń: Towarzystwa Miłośników Geografii Historycznej im. Zygmunta Glogera oraz Polskiego Towarzystwa Historii Gospodarczej. Stale współpracuje z redakcją miesięcznika Mówią Wieki.
Wojciech Morawski jest autorem ok. 500 artykułów i kilkunastu książek.
Syn profesora Janusza Morawskiego.

## Ważniejsze publikacje
- Polityka gospodarcza rządu Aleksandra Skrzyńskiego (1990)
- Jesień narodów (1991) (z Jackiem Gorzkowskim)
- Bankowość prywatna w II Rzeczypospolitej (1996)
- Słownik historyczny bankowości polskiej do 1939 roku (1998)
- Zarys powszechnej historii pieniądza i bankowości (2002)
- Kronika kryzysów gospodarczych (2003)
- Wojny rosyjsko-tureckie od XVII do XX wieku ISBN 978-83-7436-084-5 (2006) (z Sylwią Szawłowską)
- Od marki do złotego. Historia finansów Drugiej Rzeczypospolitej (2008)
- Historia finansów współczesnego świata (od 1900 roku) (2008)
- Kronika szczytów G7-G8 (2009) (z Piotrem Jachowiczem)
- Dzieje gospodarcze Polski (2010)
- Kryzysy gospodarcze: perspektywa historyczna (2021)
- Dylematy. Intelektualna historia reform Leszka Balcerowicza (2022) (z Jackiem Luszniewiczem i Andrzejem Zawistowskim)